# Иван Копринков
Иван Георгиев Копринков е български политик социалдемократ, народен представител от Българската работническа социалдемократическа партия (обединена) в Шестото велико народно събрание (1946). Политзатворник в комунистическите лагери.

## Биография
Роден е 8 март 1891 г. в село Копринка. Женен е за Мария Попйорданова, сестра на българските революционери Миле и Орце Попйорданови. Техен син е Георги Копринков,  юрист, политзатворник. Петър Дертлиев пише за Иван и Георги Копринкови: „Баща и син си приличат много. Сухи, стегнати, без поетично очарование, с което обикновено си представяме водачите. Но в тях има някаква непреклонна решителност, воля, която увлича – войводи. Бащата организира кооперация, Популярна банка, театър. Синът – една от най-силните организации в страната. Едновременно и двамата ще минат кръстния път – бащата в затвора, Гошо – по лагерите“.
През 1914 завършва право в Софийския университет. Участва в Първата световна война като запасен подпоручик в Петдесет и шести пехотен велешки полк. Награден е с ордени „За храброст“, III и  „За военна заслуга“ V степен.
Председател е на читалището „П. Д. Сивков“ в Нова Загора от 1921 до 1923 година, когато започва строеж на читалищен дом – библиотека и читалня.
Деец на БРСДП (о). Непосредствено след 9 септември 1944 година е главен секретар на Министерството на търговията.
На изборите за VI велико народно събрание през октомври 1946 година е избран за народен представител от Обединената опозиция, в която партията му участва заедно с БЗНС на Никола Петков и независими интелектуалци.
На 5 април 1947 година изнася пред Народното събрание потресаващи, според преценката на Петър Дертлиев, данни за българската икономика. Въпреки че не отправя нито веднъж обвинение към Съветския съюз, то се усеща в залата. С цифри той разкрива съзнателния хаос, който се създава в страната, безотговорността в Министерството на търговията, неизпълняването на програмата на Отечествения фронт от 17 септември и замяната ѝ с друга политика. Показва как е провален експортът и импортът в годините след деветосептемврийския преврат и неизгодността на търговския договор със СССР. Разкрива механизмите, причинили глада в страната. Не успява да довърши изложението си, защото председателстващият Васил Коларов прекъсва заседанието.
Арестуван е на 1 юли 1948 г., след разрива на партията му с правителството, а чак на 1 септември Народното събрание дава разрешение за съдене на депутати от опозиционната БРСДП(о). Другите депутати са задържани на 17 септември. Обвинени са в „създаване на нелегални групи, изпращане на лица зад граница, отвличане на самолет“. Иван Копринков е осъден на 12 години строг тъмничен затвор. Минава през едно, после второ следствие, продължило цяла година, прекарва дълги години в затвори. от които излиза като развалина.
Умира на 19 януари 1963 г. в Стара Загора.